# Valle de Santa Clara (AVA)
El Santa Clara Valley es un Área Vitivinícola Americana (AVA) localizada principalmente en el Condado de Santa Clara, en California. La zona ha desempeñado un papel importante en la historia temprana del vino de California y de allí han salido pioneros de la industria vitivinícola como Paul Masson o Charles Lefranc.
Fue establecida el 27 de abril de 1989 por la Agencia de Alcohol, Tabaco, Armas de Fuego y Explosivos, después de evaluar la petición que proponía una zona vitivinícola situada entre los condados de Santa Clara, San Benito, San Mateo y Alameda, que se extiende desde la parte baja de la bahía de San Francisco con las ciudades de San José, Santa Clara, Menlo Park, Mountain View y Fremont hacia el límite sur cerca de Gilroy y Morgan Hill, delineando el área vitivinícola denominada "Valle de Santa Clara". Incluye las áreas vitivinícolas históricas del condado de Santa Clara que no están dentro del área vitivinícola de las montañas de Santa Cruz, más la comarca cerca de la Misión San José en el condado de Alameda y una pequeña parte del condado de San Benito. El Valle de Santa Clara abarca las áreas vitivinícolas establecidas, Pacheco Pass y el Distrito de San Ysidro.  El crecimiento del sector de la tecnología en la región ayudó a que bautizaran la zona como un Silicon Valley con viñedos desarraigados para dar espacio al desarrollo urbano.